# Жене лавице
Жене лавице је дебитантски албум српске фолк певачице Оље Карлеуше, издат 2003. године за Гранд продакшн. Издвојиле су се песме Ти си мени ко судбина и Жене лавице.

## Списак песама
| №   | Назив                 | Текст               | Музика              | Трајање |  |
| 1.  | Жене лавице           | Стева Симеуновић    | Стева Симеуновић    |         |  |
| 2.  | Ти си мени ко судбина | Стева Симеуновић    | Стева Симеуновић    |         |  |
| 3.  | Бог ми је сведок      | Пера Стокановић     | Пера Стокановић     |         |  |
| 4.  | Хемија                | Пера Стокановић     | Пера Стокановић     |         |  |
| 5.  | Слика у новчанику     | Весна Петковић      | Перица Симоновић    |         |  |
| 6.  | Чекам и чутим         | С. Трифуновић       | Перица Симоновић    |         |  |
| 7.  | Рођандан              | Андријана Јовановић | Перица Симоновић    |         |  |
| 8.  | Лаже, лаже он         | Андријана Јовановић | Андријана Јовановић |         |  |
| 9.  | Пун је месец          | Петар Стокановић    | Перица Симоновић    |         |  |
| 10. | Други град            | Весна Петковић      | Перица Симоновић    |         |  |